# Suzukiana
Suzukiana is een geslacht van vlinders van de familie tandvlinders (Notodontidae).

## Soorten
- S. amagizana Marumo, 1933
- S. basistriga Moore, 1888
- S. cinerea Butler, 1879
- S. diehli Kiriakoff, 1974
- S. flavicinta Gaede, 1930
- S. formosana Okano, 1959
- S. irrorata Moore, 1879
- S. niteria Schaus, 1928
- S. pallida Nakamura, 1976
- S. sichuanensis Cai, 1979
- S. sikkima Moore, 1865